# Zəngilan (Stadt)

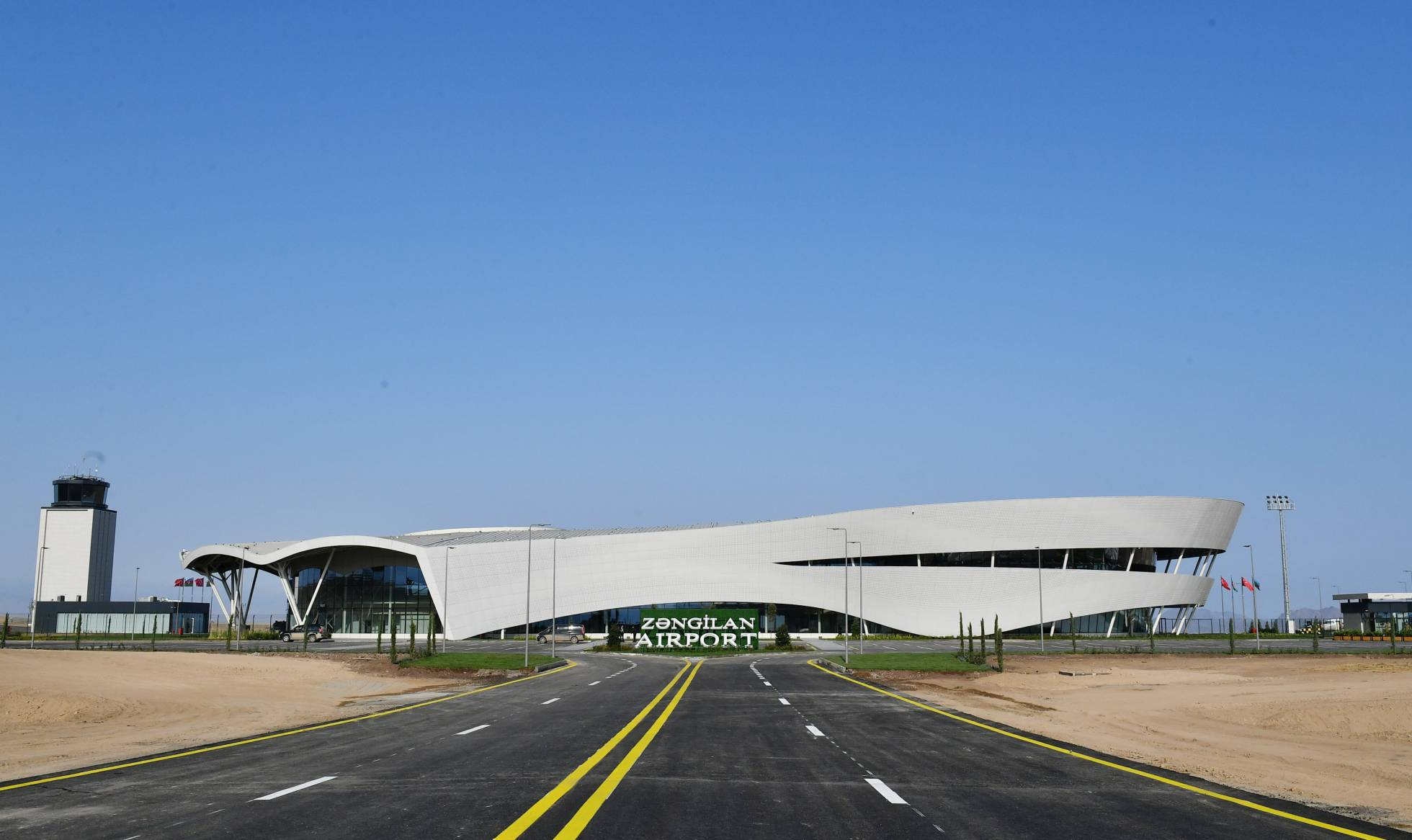
Flughafen Zəngilan (2022)

Zəngilan (armenisch Կովսական Kowsakan oder Kovsakan; kyrillisch-schriftliches aserbaidschanisch – Зенгилан;  russisch Зангелан Sangelan) ist eine Stadt in Aserbaidschan.

## Geografie
Sie ist Hauptstadt des aserbaidschanischen Bezirks Zəngilan, stand jedoch bis Oktober 2020 unter Kontrolle der international nicht anerkannten Republik Bergkarabach. Die Stadt hatte 2005 laut deren Statistik 376 Einwohner.

## Geschichte
Der Ort erhielt 1936 einen Bahnhof, als die Bahnstrecke Ələt–Kapan eröffnet wurde. Die Stadt war bis 1957 eine kleine Siedlung, als sie zu einer Stadt ausgebaut wurde. 1967 erfolgte ein weiterer Ausbau und Menschen aus anderen Landesteilen siedelten sich in der Stadt an. Bei Ausbruch des Bergkarabachkonfliktes wurde 1989 zunächst der Eisenbahnverkehr eingestellt, später die Eisenbahninfrastruktur zerstört. 1993 wurden Stadt und Bezirk von der armenischen Armee besetzt und danach von der international nicht anerkannten Republik Arzach verwaltet. Mit dem Krieg um Bergkarabach 2020 konnte Aserbaidschan die Region und die Stadt zurückerobern.

## Kultur und Wirtschaft

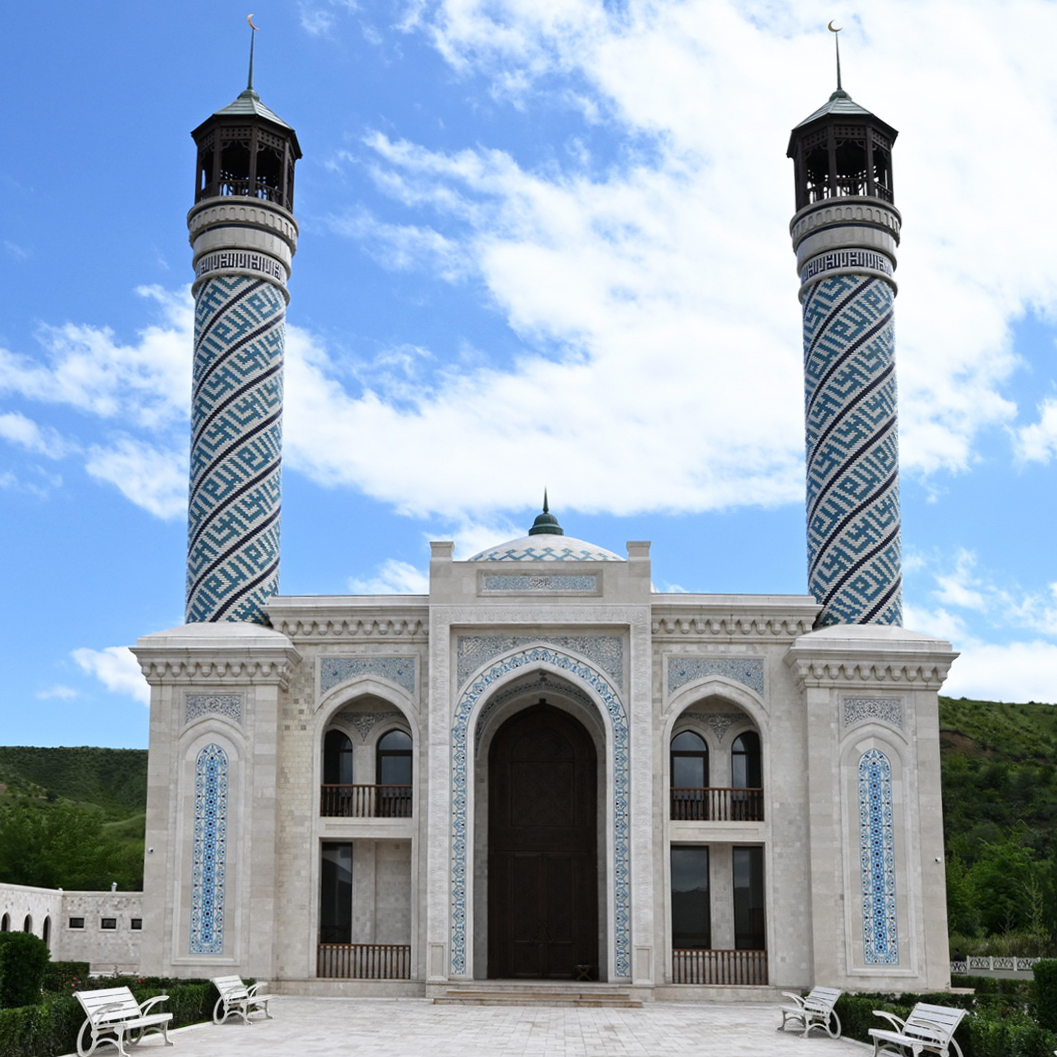
Die Zəngilan-Moschee nach der Restaurierung (2024)

In der Stadt gibt es ein historisches Museum, eine kleine Moschee und ein Kriegsdenkmal. Die Zigarettenfabriken in der Stadt machten einen Großteil der Industrie aus.